# Пьеррик, Брандон
Брандон Лерой Пьеррик Кеутча (англ. Pierrick Brandon Leroy Keutcha; родился 10 декабря 2001, Лондон) — английский футболист, полузащитник клуба «Дувр Атлетик».

## Футбольная карьера
Пьеррик родился в Ламберте в семье выходцев из Камеруна, а детство провёл в Брикстоне (южный Лондон). С 2010 года выступал в футбольной академии клуба «Кристал Пэлас», пройдя путь начиная с команды до 9 лет и заканчивая резервной командой до 23 лет. 10 декабря 2019 года, в свой 18-й день рождения, подписал свой первый профессиональный контракт с «орлами». В основном составе «Кристал Пэлас» дебютировал 1 января 2020 года, выйдя на замену Мартину Келли в матче Премьер-лиги против «Норвич Сити». Спустя четыре дня вышел в стартовом составе «орлов» в матче третьего раунда Кубка Англии против «Дерби Каунти».